# Un weekend da bamboccioni 2
Un weekend da bamboccioni 2 (Grown Ups 2) è un film del 2013 diretto da Dennis Dugan.
Commedia con protagonista Adam Sandler, qui anche sceneggiatore e produttore, sequel del film del 2010 Un weekend da bamboccioni.

## Trama
Tre anni dopo gli eventi del primo film, Lenny Feder ha trasferito la sua famiglia nella città natale di Stanton, nel Connecticut, dove lui e i suoi amici sono cresciuti.
All'inizio del film nella casa di Feder, Lenny si sveglia e trova un cervo selvatico in piedi accanto al suo letto. Lenny cerca silenziosamente di far aprire la finestra a sua moglie Roxanne. Si sveglia bruscamente e fa sussultare il cervo, facendolo urinare su tutto il letto e su Lenny. Il cervo corre lungo il corridoio e si schianta nel bagno dove si imbatte nel figlio maggiore di Lenny Greg che si fa la doccia, spaventandolo e facendo urinare il cervo su di lui. Si scopre che la figlia di Lenny, Becky, ha lasciato la porta aperta durante la notte per tutti gli animali che volevano entrare. Lenny è in grado di portare il cervo fuori di casa usando la bambola di scimmia di Becky, che la fa a pezzi, devastandola. Greg, Keith e Becky poi vanno all'ultimo giorno di scuola. Roxanne fa venire l'idea che la loro famiglia ha un altro bambino, ma Lenny dice che la loro famiglia è perfetta com'è, facendo arrabbiare Roxanne.
Nella casa di Lamonsoff, Eric Lamonsoff e sua moglie Sally sono in disaccordo tra loro su come crescere i propri figli. Sally crede in un sostegno incrollabile mentre Eric preferisce essere più pratico con loro, come dimostrato per le cattive abilità matematiche di loro figlio Bean e il senso eccentrico della figlia Donna nella moda. A casa della McKenzie, Kurt sorprende sua moglie Deanne con un premuroso regalo di anniversario, solo per scoprire di essersi completamente dimenticata. Nel frattempo, Marcus Higgins sta aspettando in una stazione ferroviaria dopo aver ricevuto una lettera da una vecchia ragazza, che gli dice che ha un figlio diciassettenne Braden. Marcus è scioccato nel vedere un ragazzo tatuato alto un metro e ottanta, che risulta essere Braden. Marcus cerca di essere gentile e lo porta a scuola, ma Braden mostra un odio immediato nei suoi confronti, credendo di aver abbandonato lui e sua madre.
Dopo aver lasciato i loro figli, Lenny, Eric, Kurt e Marcus formano un gruppo e trascorrono la giornata in giro per la città, ricordando le estati fantastiche che avevano quando erano piccoli e il bullo di Lenny, Tommy Cavanaugh. Lenny sostiene che potrebbe prendere Tommy da bambino e che può ancora prenderlo. Alla fine, gli amici vanno a vedere il recital di balletto di Becky, dove Lenny incontra Tommy, dal quale Lenny è visibilmente intimidito. Tommy minaccia che se Lenny dovesse mentire di nuovo sulla possibilità di picchiarlo, attaccherà pubblicamente Lenny.
Una volta che i bambini hanno finito la scuola, Lenny, Eric, Kurt e Marcus decidono di visitare la vecchia cava, dove nuotavano da ragazzini. Tuttavia, incontrano un quartetto di fratellastri guidato dallo studente universitario Andy, che li costringe a saltare nudi nel lago di cava e tutti colpiscono l'acqua in posizioni molto dolorose. Braden, che stava festeggiando con gli uomini della fratellanza, ne è testimone e se ne va per vandalizzare la loro confraternita per rappresaglia. Quando gli uomini della fratellanza tornano, pensano che Lenny e gli amici lo abbiano fatto e giurano di vendicarsi.
Lenny arriva a casa per aiutare Roxanne a organizzare una festa a tema degli anni '80 per i loro amici. Nel frattempo, Marcus inizia a legare con Braden. Mentre tutti i loro amici iniziano ad arrivare, Roxanne esorta Lenny a considerare di avere un altro bambino. Lenny continua a protestare contro l'idea e rimane senza parole quando Roxanne rivela che è incinta a causa del fatto che hanno fatto sesso in una vasca idromassaggio del Motel 6. Lenny, sentendosi sopraffatto da questa scoperta, va a bere con i suoi amici. La festa del Feder va bene per quasi tutta la notte fino a quando Tommy Cavanaugh si presenta e non rispetta Lenny di fronte a tutti, quindi Lenny sfida Tommy a combattere. In una svolta sorprendente, Tommy decide di fare un tuffo in modo che Lenny possa sembrare duro per il proprio figlio vittima di bullismo, e i due sviluppano un rispetto reciproco. Poco dopo, Andy, insieme ai suoi amici e tutta la loro confraternita, distruggono la festa, in cerca di punizione per i danni alla loro confraternita. Quando continuano a insultare i residenti della città locale, Dickie Bailey, la vecchia nemesi di Lenny, sottolinea che Lenny ha realizzato di più nella sua vita di tutta la fratellanza messa insieme, incitando a combattere. La gente del posto si oppone agli uomini della fratellanza e alla fine li manda in fuga.
Dopo che la battaglia è finita, i quattro amici, oltre a Bailey, fanno frittelle a casa della mamma di Eric. Dopo aver condiviso una foto imbarazzante di lui e Bailey all'asilo, la signora Lamonsoff rassicura Lenny che un nuovo bambino è una cosa meravigliosa e alla fine non sarà mai in grado di ricordare la vita con soli tre bambini. Quindi racconta a tutti come Eric era stato accidentalmente concepito mentre lei e suo padre facevano sesso nella stanza degli uomini in una partita di New England Patriots. Lenny cambia idea e torna a casa, dicendo a Roxanne che è dispiaciuto ed eccitato per il nuovo bambino, e si riconciliano.

## Produzione
Le riprese del film sono state effettuate nello stato del Massachusetts (Stati Uniti d'America), tra le città di Boston, Lowell, Tyngsboro, Marblehead, Lynn, Swampscott, Saugus e Capo Cod.
Il budget del film è stato di 80 milioni di dollari.

### Cast
- Per l'attore Adam Sandler è il primo sequel della carriera[3].
- Oliver Cooper aveva ricevuto la proposta per partecipare al film nel ruolo di uno dei Frat Boys, ma dovette rinunciare per problemi di conflitto con altri film in programmazione[4].
- L'attore Rob Schneider, che appare nel primo film, non è presente in questo sequel per conflitti di riprese di altri film[5]. Il suo personaggio oltretutto, pur essendo fra i protagonisti nel primo film, non viene neanche menzionato.

## Promozione
Il primo trailer del film viene diffuso il 2 aprile 2013.

## Distribuzione
La pellicola è stata distribuita nelle sale cinematografiche statunitensi a partire dal 12 luglio 2013. In Italia dal 7 novembre dello stesso anno.

## Accoglienza

### Incassi
La pellicola ha incassato 246,9 milioni di dollari in tutto il mondo, di cui 133,6 nel Nord America.

### Critica
Sull'aggregatore Rotten Tomatoes il film riceve il 7% delle recensioni professionali positive, con un voto medio di 2,6 su 10 basato su 112 critiche, mentre su Metacritic ottiene un punteggio di 19 su 100 basato su 28 critiche.

## Riconoscimenti
- 2014 - People's Choice Awards
  - Miglior attore in un film commedia ad Adam Sandler
  - Candidatura per il miglior film commedia
- 2014 - Nickelodeon Kids' Choice Awards
  - Miglior attore ad Adam Sandler